# Romuald Olaczek
Romuald Olaczek (ur. 8 stycznia 1934 w Łowiczu) – polski przyrodnik i działacz na rzecz ochrony przyrody, profesor Uniwersytetu Łódzkiego.

## Życiorys
W 1956 ukończył studia na Uniwersytecie Łódzkim, następnie podjął pracę na macierzystej uczelni. W 1963 obronił pracę doktorską, habilitował się w 1972, w 1983 otrzymał tytuł profesora nadzwyczajnego. W latach 1976–1981 był dyrektorem Instytutu Biologii Środowiskowej UŁ, w latach 1981–1993 kierownikiem Katedry Botaniki, w 1993 został dyrektorem Instytutu Ekologii i Ochrony Środowiska.
Jest specjalistą w zakresie geobotaniki i konserwatorskiej ochrony przyrody. Łączy działalność naukową z czynnym zaangażowaniem w zachowanie terenów cennych przyrodniczo, m.in. poprzez projektowanie i planowanie obszarów chronionych. Od lat bardzo aktywny w dziedzinie popularyzacji wiedzy przyrodniczej i krajoznawczej, jest autorem m.in. książek poświęconych polskim obszarom chronionym oraz popularnego słownika szkolnego Ochrona przyrody i środowiska. Łącznie jest autorem lub współautorem kilkuset publikacji naukowych, popularnonaukowych i innych.
Od 1988 był członkiem Państwowej Rady Ochrony Przyrody (w latach 1991–1995 jej przewodniczącym, pełnił także funkcję przewodniczącego Komisji ds. parków narodowych i rezerwatów przyrody).
Był głównym inicjatorem wprowadzenia do polskiego prawa i praktyki konserwatorskiej pojęcia użytku ekologicznego. W 1991 stworzył pierwszy w Polsce uniwersytecki kierunek studiów ochrona środowiska.
W 1982 został odznaczony Krzyżem Kawalerskim Orderu Odrodzenia Polski. W 2009 roku otrzymał nagrodę „Złota Róża” za książkę Skarby przyrody i krajobrazu Polski. W 2010 otrzymał Medal im. Władysława Szafera.
Od 1975 był członkiem Towarzystwa Naukowego Płockiego, od 1983 Łódzkiego Towarzystwa Naukowego.